# Elezioni parlamentari in Guyana del 2011
Le elezioni parlamentari in Guyana del 2011 si tennero il 28 novembre per il rinnovo dell'Assemblea nazionale. A seguito dell'esito elettorale, Donald Ramotar è stato eletto Presidente, mentre Sam Hinds è stato confermato Primo ministro.

## Risultati
| Liste                           | Voti    | %     | Seggi |
| ------------------------------- | ------- | ----- | ----- |
| Partito Progressista del Popolo | 166 340 | 48,60 | 32    |
| ANPU (PNC)                      | 139 678 | 40,81 | 26    |
| Alleanza per il Cambiamento     | 35 333  | 10,32 | 7     |
| La Forza Unita                  | 885     | 0,26  | –     |
| Totale                          | 342 236 | 100   | 65    |